# Monument national du Costa Rica
Le Monument national du Costa Rica est une œuvre du français Louis-Robert Carrier-Belleuse, situé dans le Parc National de San José, capitale du Costa Rica.  
La défense de l'indépendance et la souveraineté du pays, commencée par Juan Rafael Mora Porras, alors président, est connue comme la Campagne nationale du Costa Rica (1856-1857), fait historique censé déterminant pour la formation de l'identité nationale costaricienne.
Le monument est considéré comme la sculpture la plus importante du Costa Rica, puisqu'elle représente le triomphe des nations centroaméricaines contre les troupes des envahisseurs étrangers connus comme les filibusteros, lesquels, sous le commandement de l'américain William Walker, ont essayé de conquérir l'Amérique centrale entre 1855-1857.  Le Monument national est fondu en bronze sur un piédestal. On remarquera cinq figures féminines portant des armes et expulsant deux figures masculines. 
La sculpture fut terminée à Paris en 1891 et inaugurée le 15 septembre 1895 par le président Rafael Yglesias Castro.